# Circondario della contea di Hoya
Il circondario della contea di Hoya (in tedesco Landkreis Grafschaft Hoya) è stato un circondario (Landkreis) della Bassa Sassonia, in Germania.

## Storia
Fu creato il 1º ottobre 1932 nell'ambito della provincia di Hannover dello Stato libero di Prussia unendo i dissolti Kreis di Hoya e Syke.
All'epoca della sua istituzione il circondario comprendeva 113 comuni, tra cui le tre città di Syke, Bassum e Hoya; Twistringen fu elevata al rango di città nel 1964.
Nel 1977 confinava con il land di Brema, con i circondari di Verden, Fallingbostel, Nienburg/Weser, contea di Diepholz, Vechta e Oldenburg e con la città di Delmenhorst. Capoluogo e centro maggiore era la città di Syke.
Fu soppresso il 1º agosto 1977 e diviso tra i circondari di Oldenburg, Nienburg/Weser e Diepholz; al momento della soppressione, contava 29 comuni.

## Comuni del circondario al momento della soppressione
- Asendorf
- Bassum
- Beckeln
- Bruchhausen-Vilsen
- Bücken
- Colnrade
- Dünsen
- Engeln
- Eystrup
- Gandesbergen
- Groß Ippener
- Hämelhausen
- Harpstedt
- Hassel
- Hilgermissen
- Hoya
- Hoyerhagen
- Kirchseelte
- Martfeld
- Prinzhöfte
- Riede
- Schwarme
- Schweringen
- Stuhr
- Süstedt
- Syke
- Twistringen
- Warpe
- Weyhe
- Winkelsett

## Comuni soppressi già appartenenti al circondario
- Abbenhausen
- Albringhausen
- Altenbücken
- Altenmarhorst
- Apelstedt
- Barrien
- Berxen
- Bramstedt
- Brebber
- Brinkum
- Calle
- Clues
- Dedendorf
- Duddenhausen
- Eitzendorf
- Eschenhausen
- Essen
- Fahrenhorst
- Felde
- Gessel
- Gödestorf
- Graue
- Groß Henstedt
- Groß Köhren
- Groß Mackenstedt
- Groß Ringmar
- Haendorf
- Hallstedt
- Heesen
- Heiligenberg
- Heiligenfelde
- Heiligenloh
- Heiligenrode
- Helzendorf
- Henstedt
- Hohenmoor
- Hollwedel
- Holtrup
- Homfeld
- Horstedt
- Hustedt
- Jardinghausen
- Kirchweyhe
- Klein Henstedt
- Klein Köhren
- Kleinenborstel
- Klosterseelte
- Kuhlenkamp
- Leeste
- Magelsen
- Mahlen
- Mehringen
- Mörsen
- Natenstedt
- Neubruchhausen
- Nienstedt
- Nordholz
- Nordwohlde
- Ochtmannien
- Oerdinghausen
- Okel
- Osterbinde
- Osterholz
- Reckum
- Ristedt
- Rüssen
- Scharrendorf
- Schnepke
- Scholen
- Schorlingborstel
- Seckenhausen
- Steimke
- Stelle
- Stühren
- Sudweyhe
- Ubbendorf
- Uenzen
- Uepsen
- Wachendorf
- Wechold
- Wedehorn
- Weseloh
- Wienbergen
- Windhorst
- Wöpse